# Verkehrsblatt
Das Verkehrsblatt (VkBl.) ist das Amtsblatt des deutschen Bundesministeriums für Verkehr und erscheint kostenpflichtig im Verkehrsblatt-Verlag. 
Das Verkehrsblatt besteht aus einem amtlichen und einem nicht amtlichen Teil. Im amtlichen Teil werden allgemeine Angelegenheiten, Mitteilungen zu den Rubriken Eisenbahnen und Wasserstraßen, Straßenbau und Straßenverkehr, Luft- und Raumfahrt sowie Schifffahrt und Aufgebote veröffentlicht. Im nicht amtlichen Teil stehen übrige Berichte und Mitteilungen.
Der Verkehrsblatt-Verlag mit Sitz in Dortmund veröffentlicht im Auftrag der Bundesregierung alle amtlichen Bekanntmachungen für das gesamte Verkehrswesen aus einem Vertrag von 1953.
Die Initiative FragDenStaat erhob am 1. August 2022 Klage zur Veröffentlichung des bisher geheimen Vertrages mit dem Ziel, dass auch dieses Amtsblatt kostenlos veröffentlicht wird, so wie die Umstellung bereits beim Bundesgesetzblatt erfolgt ist. 
Erstinstanzlich verurteilte das Verwaltungsgericht Berlin das Bundesministerium für Digitales und Verkehr, den Zugang zu den geschwärzten Passagen des Vertrags zu gewähren.
Am 19. Dezember 2024 veröffentlichte FragDenStaat kostenlos alle Ausgaben des Verkehrsblatts seit 1947 zusammen mit den Ausgaben des Bundessteuerblatts und den Nachrichten für Luftfahrer.